# Lagenipora spinifera
Lagenipora spinifera är en mossdjursart som beskrevs av Charles Henry O'Donoghue 1924. Lagenipora spinifera ingår i släktet Lagenipora och familjen Celleporidae. Inga underarter finns listade i Catalogue of Life.